# Retikuláris rendszer
A retikuláris rendszer, más néven hálózatos rendszer az emlősök, így az ember agyában is az éberség és a figyelem szabályozását végző rendszer. Az agytörzsben helyezkedik el, a myelencephalon (medulla oblongata) és a mesencephalon (középagy) között. A rendszer aktivitása létfontosságú a tudatosság fenntartásában. Sérülése permanens kómához vezethet. A cirkadián ritmushoz is köze van.
Az általános érzéstelenítés és jó néhány pszichotróp anyag ezen a területen keresztül fejti ki hatását. A retikuláris aktiválórendszer egyfajta telefonközpontként működik a tudatalatti elme és a tudat feletti elme között!
Ha valami általad fontosnak vélt dolgot táplálsz a tudatalattidba, mondjuk vágy formájában, a retikuláris rendszer ahhoz igazítja az érzékelésed.[forrás?]